# 桂嘉孝
桂嘉孝（1512年—？年），字純甫，號少江，四川成都府成都縣人，明朝政治人物。

## 生平
治春秋，嘉靖三十二年（1553年）癸丑科第二甲第七十名進士。户部观政，授兵部主事，历升员外、郎中。嘉靖三十八年（1559年）接替李光宸任福建漳州府知府一职，嘉靖四十三年（1564年）由唐九德接任。

## 家族
曾祖桂山，祖桂茂之，父桂珠，知县贈主事；母莊氏；繼母楊氏，俱贈太安人。兄嘉義；嘉謨；嘉猷（生员）；嘉忠（生员）；嘉賓，弟嘉濂。